# Кароліна Серіс
Кароліна Мері Серіс (англ. Caroline Mary Series; нар. 24 березня 1951, Оксфорд) — британська вчена, математик, учасниця Лондонського королівського товариства (FRS), член Лондонської Математичної Спільноти (LMS) заслужений професор (Emeritus Professor) математики в університеті Ворика. Відома своїми напрацюваннями у роботі з гіперболічної геометрії, Кляйнових груп та динамічних систем, зокрема символічного кодування геодезії у моделях гіперболічної геометрії та новими внесками у вивчення тривимірних гіперболічних колекторів через їх фрактальні граничні набори. Розробила методи, які дозволяють обчислити локус дискретності параметризованого сімейства карт Мебіуса. Зокрема, її наукові математичні дослідження описані в книзі «Перли Індри. Бачення Фелікса Кляйна» (англ. «Indra’s Pearls:The Vision of Felix Klein»), опублікованій у співавторстві з Девідом Мамфордом (англ. David Mumford) та Девідом Райтом (англ. David Wright) у 2002 році .

## Біографія

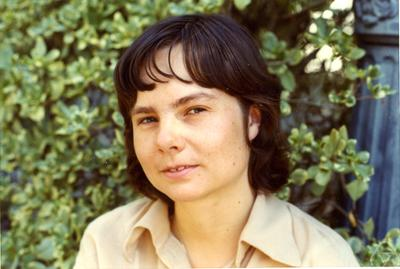
25-річна Кароліна Мері Серіс, Берклі (1976)

Кароліна Серіс народилась 24 березня 1951 року в Оксфорді в сім'ї Анетти і Джорджа Серісів.
Батько Кароліни, Джордж Вільям Серіс, був британським фізиком, відомим своєю роботою з оптичної спектроскопії атомів водню. У 1971 році став членом Королівського товариства (FRS), а у 1972 році — Королівського астрономічного товариства (англ. Royal Astronomical Society). У 1982 році він отримав нагороду Вільяма Ф. Меггерса і медаль Оптичного товариства Америки (англ. Optical Society of America).
Окрім Кароліни, у подружжя Серісів є троє синів — Роберт, Джон та Г'ю. Племінником Кароліни Серіс є Роберт Едвард Серіс Бейджен (англ. Robert Edward Series Baigent, Bertie Baigent) — британський диригент, композитор та органіст.

### Ранні роки та освіта
Кароліна Серіс навчалася в Оксфордській середній школі для дівчат, а вже з 1969 року розпочала навчання в коледжі Сомервілль Оксфордського університету. У 1972 році отримала ступінь бакалавра з математики і була удостоєна на право отримати університетську математичну премію. З того ж таки 1972 року , навчається в Гарвардському Університеті, отримуючи стипендію Джона Фіцджеральда Кеннеді. 1976 року здобула науковий ступінь доктора філософії під керівництвом Джорджа Вайтлоу Маккея (англ. George Whitelaw Mackey) за працю Ергодичність груп (англ. Ergodicity of product groups).

## Наукова кар'єра
У 1976—1977 роках Кароліна Серіс працює лекторкою в Каліфорнійському університеті, Берклі. У 1977—1978 роках — Старша наукова співробітниця (Research fellow) у Ньюгемському коледжі, та Старша наукова співробітниця Кембриджа. З 1978 року працює у Університеті Ворика.
У 1986 році, спільно з Боділ Бранер (англ. Bodil Branner), Гудрун Кальмбах (англ. Gudrun Kalmbach), Мері Франсуа-Рой (англ. Marie-Francoise Roy) та Доною Штросс (англ. Dona Strauss) заснувала організацію Європейських жінок у математиці (англ. European Women in Mathematics (EWM)). Кароліна відіграє центральну роль у створенні організаційної та правової інфраструктури організації. Вона організувала III засідання організації ЕВМ у Ворику в 1988 році. Також вона ініціює заходи як на місцевому, так і на національному рівні, включаючи День математики Британських жінок, запроваджений Комітетом жінок з математики Лондонської Математичної Спільноти (англ. LMS). Також Кароліна Серіс була одним із організаторів 13-ї загальної зустрічі ЕВМ у Кембриджі, Велика Британія, у вересні 2007 року.
У 2007 році Кароліна заявила:
|  | Зустріч ЕВМ цього вересня в Кембриджі була особливим заходом, що відзначив 21-ий день народження ЕВМ. Я була дуже рада зустріти стільки нових і цікавих людей, серед них Дусанку, яка дуже наполегливо працювала над створенням цієї галереї портретів. Це дасть нам усім шанс познайомитися та обмінятися ідеями набагато легше, ніж раніше. Замість того, щоб писати щось зараз, я думала, що поділюся з вами довгим інтерв'ю зі мною, яке було зроблено журналом «Математика сьогодні» Оригінальний текст (англ.) The EWM meeting this September in Cambridge was a special occasion, marking the 21st birthday of EWM. I was very happy to meet so many new and interesting people, among them Dusanka who has been working very hard setting up this gallery of portraits. It will give us all a chance to get to know each other and exchange ideas much more easily than before. Rather than write anything now, I thought I would share with you a long interview with me which was done by the magazine Mathematics Today |

Працюючи в, тому ж таки, Університеті Ворика як лекторка та редакторка (з 1978 р.), згодом проявила себе як професорка (1992-2014). З 2015 року отримала звання заслуженого професора (англ. Emeritus Professor).
Кароліна дала інтерв'ю в IMS в Сінгапурі, яке отримало назву «Кароліна Мері Серіс: Перлина гіперболічних колекторів» (2013) (англ. Caroline Mary Series : Pearl of hyperbolic manifolds), а також знялась у фільмі «Мислимо просторово» (англ. Thinking Space) про те, як математики думають і працюють, на замовлення Лондонської Математичної Спільноти (LMS) до їх 150-річчя. У 2015 році посіла посаду першого заступника голови Комітету з математики Міжнародного математичного союзу (IMS) .

### Організовані конференції
- 1989 р. Ергодична теорія та гіперболічна геометрія. Міжнародний центр теорії Фізики, Трієст (англ. Ergodic Theory and Hyperbolic Geometry. International Centre for Theor. Phys., Trieste).
- 1992 — 93 рр. (з Д. Б. А. Епштейном) Аналітичні та геометричні аспекти гіперболічного простору. Ворик і Дарем Симпозіум (англ. (with D.B.A. Epstein) Analytic and Geometric Aspects of Hyperbolic Space. Warwick and Durham Symposia).
- 1997 р. (з І. Рівіним та К. П. Рурком) Гіперболічна геометрія та теорія геометричної групи. (англ. with I. Rivin and C.P. Rourke) Hyperbolic Geometry and Geometric Group Theory).
- 2002 р. Оргкомітет, Перший спільний BMC / BAMC. Ворик (англ. Organising committee, First joint BMC/BAMC, Warwick).
- 2001 р. Кляйнові групи та гіперболічні тривимірні колектори. Ворик (англ. Kleinian Groups and Hyperbolic 3-Manifolds. Warwick).
- 2003 р. Пропозитор та головний організатор, «Простори Кляйнових груп» та «Гіперболічні тривимірні колектори». Інститут Ісаака Ньютона, липень — серпень 2003 року (англ. Proposer and principal organiser, Spaces of Kleinian Groups and Hyperbolic 3-Manifolds, Isaac Newton Institute, July – August 2003.
- 2006-2007 рр. Головний організатор, симпозіум Ворика з геометрії та топології (англ. Principal organiser, Warwick Symposium on Low Dimensional Geometry and Topology).
- 2013 року Семестр ICERM: Обчислення, експеримент та алгоритми в топології та геометрії. Браунівський університет, США (англ. 3 Organising committee ICERM semester: Computation, experiment and algorithms in topology and geometry. Brown University USA)[17].

### Перли Індри: Бачення Фелікса Кляйна
Серед досягнень Кароліни Серіс, варто відзначити її книгу «Перли Індри: Бачення Фелікса Кляйна» (англ. Indra’s Pearls:The Vision of Felix Klein), опублікованій у співавторстві з Девідом Мамфордом (англ. David Mumford) та Девідом Райтом (англ. David Wright) у 2002 році. У книзі досліджуються закономірності, створені ітераційними конформальними картами комплексної площини, більш відомими як перетворення Мебіуса, та їх зв’язки із симетрією. Ці закономірності досліджувались також німецьким математиком Феліксом Кляйном, але лише сучасна комп’ютерна графіка дозволяє їх повністю візуалізувати та детально вивчити.

Цікавим є факт, що за словами Девіда Мамфорда, одного зі співавторів, це книга про серйозну математику, розрахована насамперед для "нематематиків".Це опис дослідження сімейства симетричних, але нескінченно заплутаних множин, частина сучасного дослідження того, як хаос розвивається з порядку, з дуже простих правил, створюючи складну складність у кожному масштабі від дуже великого до дуже малого .

Назва книги стосується намиста божества індуїстського пантеону Індри, метафоричного об'єкта, описаного в буддійському тексті Квіткової гірлянди Сутри. Намисто Індри складається з нескінченного масиву перлин . Таким чином, утворюється рефлексія рефлексії, і процес цей триває безупинно. У передумові Перлин Індри цитується такий опис: 
|  | У блискучій поверхні кожної перлини відзеркалюються всі інші перлини ... У кожному відображенні безкінечно відображаються інші перлини, так що цей процес триває безкінечно. Оригінальний текст (англ.) 'In the glistening surface of each pearl are reflected all the other pearls ... In each reflection, again are reflected all the infinitely many other pearls, so that by this process, reflections of reflections continue without end. |

Алюзія на "бачення" Фелікса Кляйна - це посилання на ранні дослідження Кляйна групи Шоткі (Фрідріх Герман Шоткі) та накреслені вручну сюжети їх граничних наборів. Це також стосується більш широкого бачення Кляйна щодо зв'язків між теорією груп, симетрією та геометрією.
Зміст Перл Індри:
- Розділ 1. Мова симетрії — вступ до математичного поняття симетрії та його відношення до геометричних груп (англ. The language of symmetry — an introduction to the mathematical concept of symmetry and its relation to geometric groups.)
- Розділ 2. Чарівна фікція — вступ до складних чисел та відображень складної площини та сфери Рімана (англ. A delightful fiction — an introduction to complex numbers and mappings of the complex plane and the Riemann sphere.)
- Розділ 3. Подвійні спіралі та карти Мебіуса — Перетворення Мебіуса та їх класифікація (англ. Double spirals and Möbius maps — Möbius transformations and their classification).
- Розділ 4. Танець Шоткі — групи карт Мебіуса, які генерують групи Шоткі; побудова їх граничних наборів, використовуючи пошук за шириною (англ. The Schottky dance — pairs of Möbius maps which generate Schottky groups; plotting their limit sets using breadth-first searches.).
- Розділ 5. Фрактальний пил та безкінечні слова — граничні набори Шоткі, що розглядаються як фрактали; комп'ютерне генерування цих фракталів за допомогою перших глибинних пошуків та ітераційних систем функцій (англ. Fractal dust and infinite words — Schottky limit sets regarded as fractals; computer generation of these fractals using depth-first searches and iterated function systems.).
- Розділ 6. Намисто Індри — безперервні граничні набори, що утворюються, коли пари генеруючих кіл торкаються (англ. Indra's necklace — the continuous limit sets generated when pairs of generating circles touch.)
- Розділ 7. Прокладка, що світиться — група Шоткі, обмеженням якої є аполлонівська прокладка; посилання на модульну групу (англ. The glowing gasket — the Schottky group whose limit set is the Apollonian gasket; links to the modular group.)
- Розділ 8. Гра з параметрами — параметризація груп Шоткі з параболічним комутатором з використанням двох складних параметрів; використання цих параметрів для дослідження простору Тейхмюллера груп Шоткі (англ. Playing with parameters — parameterising Schottky groups with parabolic commutator using two complex parameters; using these parameters to explore the Teichmüller space of Schottky groups.)
- Розділ 9. Інцидент має місце бути — введення фрагмента Маскіта, параметризованого одним складним параметром; Дослідження межі між дискретними та недискретними групами (англ. Accidents will happen – introducing Maskit's slice, parameterised by a single complex parameter; exploring the boundary between discrete and non-discrete groups.)
- Розділ 10. . Поміж щілинами — подальше вивчення межі Маскіта між дискретними та недискретними групами в іншому фрагменті простору параметрів; ідентифікація та дослідження відкинутих груп (англ. Between the cracks — further exploration of the Maskit boundary between discrete and non-discrete groups in another slice of parameter space; identification and exploration of degenerate groups.)
- Розділ 11. Перетинання меж — ідеї для подальшого дослідження, наприклад додавання третього генератора (англ. Crossing boundaries — ideas for further exploration, such as adding a third generator.)
- Розділ 12. Епілог — завершальний огляд неевклідової геометрії та теорії Тейхмюллера (англ. Epilogue — concluding overview of non-Euclidean geometry and Teichmüller theory.)

### Нагороди та стипендії
- Стипендія GPDST (1967 - 68).
- Стипендія Мері Еварт, як Старший науковий співробітник, Сомервільський коледж (1969).
- Математична премія університету, Оксфорд (1972).
- Стипендія Кеннеді, Гарвардський Університет (1972 - 74).
- Молодша премія Вайтгеда, Лондонське математичне товариство (1987).
- Старша премія Енни Беннетт, Лондонське математичне товариство (2014)[22].

### Членство
- Учасниця Інституту Математики (Fellow of the Institute of Mathematics and Applications (2011));
- Учасниця Американського Математичного Товариства (Inaugural Fellow of the American Mathematical Society (2012));
- Учасниця Лондонського королівського товариства (FRS) (2016);
- Учасниця Європейської Академії (Member Academia Europaea (2017);
- Заслужений член Сомервільського Коледжу, Оксфорд (Honorary Fellow, Somerville College, Oxford (2017));
- Заслужений доктор Дюкського Університету (Honorary Doctorate, Duke University, USA (2019))[23].

### Монографії та публікації
- Ергодична теорія та символічна динаміка в гіперболічних просторах. Оксфордський ун-т. 1991. Редактори Т. Бедфорд, М. Кін та К. Серіс (англ. Ergodic Theory and Symbolic Dynamics in Hyperbolic Spaces. Oxford Univ. Press 1991. Editors T. Bedford, M. Keane and C. Series).
- Статті до дня народження Епштейна. Монографії геометрії та топології, т. 1, Міжнародна преса 1999 р. Редактори І. Рівін, К. Рурк та К. Серіс (англ. The Epstein Birthday Schrift. Geometry and Topology Monographs, Vol.1, International Press 1999. Editors I. Rivin, C. Rourke and C. Series.)
- Перли Індри. Бачення Фелікса Кляйна (З Д. Мамфордом та Д. Райт), Кембриджський ун-т. Преса 2002 року (англ. (With D. Mumford and D. Wright) Indra’s Pearls.The Vision of Felix Klein. Cambridge Univ. Press 2002).
- Кляйнові групи та гіперболічні 3-ох вимірні колектори. Конспекти лекцій 299, Кембридж Ун-т. Преса 2003. Редактори Ю. Коморі, В. Маркович та К. Серіс (англ. Kleinian Groups and Hyperbolic 3-manifolds. LMS Lecture Notes 299, Cambridge Univ. Press 2003. Editors Y.Komori, V. Markovic and C.Series).
- Простори Кляйнових груп. Конспекти лекцій 329, Кембриджський ун-т. Преса 2006 року.Редактори Ю. Мінський, М. Сакума та К. Серії (англ. Spaces of Kleinian Groups. LMS Lecture Notes 329, Cambridge Univ. Press 2006.Editors Y. Minsky, M. Sakuma and C. Serie).
- Геометрія, топологія та динаміка. Лекційна записка Ст. 23,Інст. для математики. Наук, Національний ун-т. Сінгапуру, World Scientific 2012. Редактори В. Ґолдман, С.П.Тан, К.Серіс (англ. Geometry, Topology & Dynamics of Character Varieties. Lecture Note Series Vol. 23, Inst. for Math. Sciences, National Univ. of Singapore, World Scientific 2012. Editors W. Goldman, S. P. Tan, C. Series[24].)

### Лекції
- До 150-ліття Лондонського Математичного Товариства лекція "Жінки у математиці", Оксфорд, 16 квітня 2015 року (англ. LMS Women in Maths 150th Anniversary Event).
- Пленарна лекція, засідання Канадського математичного товариства, Монреаль, грудень 2015 року (англ. Plenary Lecture, Canadian Mathematical Society Meeting).
- Паскаль — математик, Математичні науки, Дарем, 22—26 лютого 2016 року (англ. Pascal Fellow, Mathematical Sciences).
- Математична спадщина Руфуса Боуена, Університет Британської Колумбії, 2017 рік (англ. Mathematical Legacy of Rufus Bowen).
- Щорічна лекція Шарлотти Скотт з математики, Університет Лінкольна, 7 лютого 2018 року (англ. Annual Charlotte Scott Lecture in Mathematics).
- Геометрія, топологія та динаміка у низьких вимірах, симпозіум в університеті Ворика, 2017—2018 роки (англ. Geometry, Topology & Dynamics in Low Dimensions)[25].